# Riu Lee
El Lee (en irlandés :An Laoi) és un riu de la República d'Irlanda, que transcorre pel Comtat de Cork i la seva capital Cork, cap a la badia de Cork, a la costa meridional d'Irlanda. Existeix una central hidroelèctrica en el riu, abans d'arribar a Cork i a la mateixa àrea es troben els pantans de Carrigadrohid i Inniscarra.